# Habitatge a la carretera d'Agramunt, 21 (Cervera)
Habitatge a la carretera d'Agramunt, 21 és una obra de Cervera (Segarra) protegida com a Bé Cultural d'Interès Local.

## Descripció
Edifici entre mitgeres situat a l'avinguda d'Agramunt, característica per edificis de magatzems. L'habitatge es desenvolupa en planta baixa i un pis, al qual s'hi afegí un segon nivell en un moment posterior. La façana està obrada amb paredat comú, més ben alineat a la planta baixa, on les obertures són d'arc de mig punt -rebaixat a la porta de la botiga- emmarcats amb maó. Igualment emmarcades amb maó les obertures del primer pis són de llinda plana, cada una amb un balcó- més ample el central. Una cornisa dentada feta amb maons, que anteriorment constituïa el remat de la façana, dona pas ara a un últim nivell, realitzat igualment amb paredat comú i amb dues obertures rectangulars.